# Digital storytelling
デジタル・ストーリーテリング（DST）とは、1990年代初頭にアメリカ西海岸で興った表現活動。

## 概要
新しい技術によるデジタル画像やデジタル機器をもちいた映像表現などに関心をもった人々による多様な実践を通じて、文化、芸術、教育分野に普及した。それがやがてワークショップ形式の参加型活動、集団活動として成長し、英語圏を中心に実践が広がった。1998年に発足した、The Center for Digital Storytelling（CDS）がDSTワークショップの推進役としてファシリテーターの派遣やプログラム開発を担っている。

## 種類
- デジタル・ストーリーとは、「短い、一人称のビデオであり、録音した音声と静止画または動画、そして音楽やその他のサウンドを組み合わせて制作した物語」である。
- デジタル・ストーリーテラーとは、「人生経験や考え、感情などを物語とデジタル・メディアを用いて残そうとする人」（デジタル・ストーリーをつくる人）である。CDSでは、ビデオ制作の経験がほとんどなくても、数日間のワークショップに参加して、ファシリテーターによる技術指導などの創作支援によって物語を成長させ、デジタル･ストーリーを完成させることが可能だとしている。
- デジタル・ストーリーテリング・ワークショップとは、デジタル・メディア・ツールを用いて、人びとの暮らしの中の意味のある物語の記録を映像化し、その物語を共有するもので、物語を制作する過程で、教育効果、関係性の構築、公正さを引き出すなどの利点が生じる。CDSは、同ワークショップを、facilitative teaching methods（促進的教授法）と理論づけている。デジタル・ストーリーテリング・ワークショップのプロセスは、（1）ストーリー・サークル、（2）物語の作成、（3）物語（ナレーション）の録音、（4）画像の選択、（5）パソコンソフトを用いた映像編集、（6）完成作品上映会とシェアリング（共有）という一連の流れで行われる。完成作品は、上映会やウェブ、DVDのほか、ケーブルテレビなどを通じた放送などさまざまに公開されている。
- The Center for digital storytelling（CDS）とは、CDSによるイニシアティブは、独自の“価値観と原理”を用いたワークショップの実施と応用によって、コミュニティや教育、企業との連携を通じた大規模なプログラムの開発や、健康、福祉、教育、歴史と文化の保全、コミュニティ開発、人権、環境などに取り組むセクターにおける実施に帰結している。拠点は米国内に3つあり、依頼に応じてあらゆる地域にスタッフを派遣し、プログラム開発に励んでいる。CDSの価値観と原理は、だれもが保有する強力な物語／傾聴／見聞による認識／人間本来の創造活動／想像性を発揮するための技術／物語の共有による変化、という6項目に亘る。それらを基本原理としたワークショップの事例は、ウェブで公開されている。

## 事例
CDSの関与による数多の取り組みのほか、放送への市民参加に役立ったといわれるイギリスのBBC･Capture Wales、オーストラリア政府が先住民への謝罪のために用いた事業、8000時間以上のアフリカ系アメリカ人の経験を聞くことができるオーラル・ヒストリーサイトもつくられた。